# Cine de Vietnam

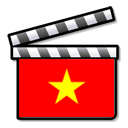

El cine de Vietnam se originó en la década de 1920 y ha sido moldeado en gran medida por las guerras que se libraron en el país desde la década de 1940 hasta la de 1970. Entre las películas más reconocidas en idioma vietnamita a nivel internacional se encuentran Cyclo, El olor de la papaya verde y Vertical Ray of the Sun, todas del director Tran Anh Hung. En los últimos años, a medida que la industria cinematográfica de Vietnam se ha modernizado y ha ido más allá de las películas de propaganda respaldadas por el gobierno, los cineastas vietnamitas contemporáneos han ganado una audiencia más amplia con películas como Buffalo Boy, Bar Girls y The White Silk Dress.

## Películas notables
- El olor de la papaya verde
- Cyclo
- Vertical Ray of the Sun
- Bar Girls
- Buffalo Boy
- The White Silk Dress